# Pallenopsis mascula
Pallenopsis mascula is een zeespin uit de familie Pallenopsidae. De soort behoort tot het geslacht Pallenopsis. Pallenopsis mascula werd in 2000 voor het eerst wetenschappelijk beschreven door Bamber. 